# صلاح الدين نسيم
صلاح الدين نسيم كان لاعب كرة سلة مصري. مثّل منتخب بلاده. شارك في دورة الألعاب الأولمبية الصيفية سنة 1948.

## روابط خارجية
- صلاح الدين نسيم على موقع أوليمبيديا (الإنجليزية)